# Badeanstalt Alter Deichweg 25

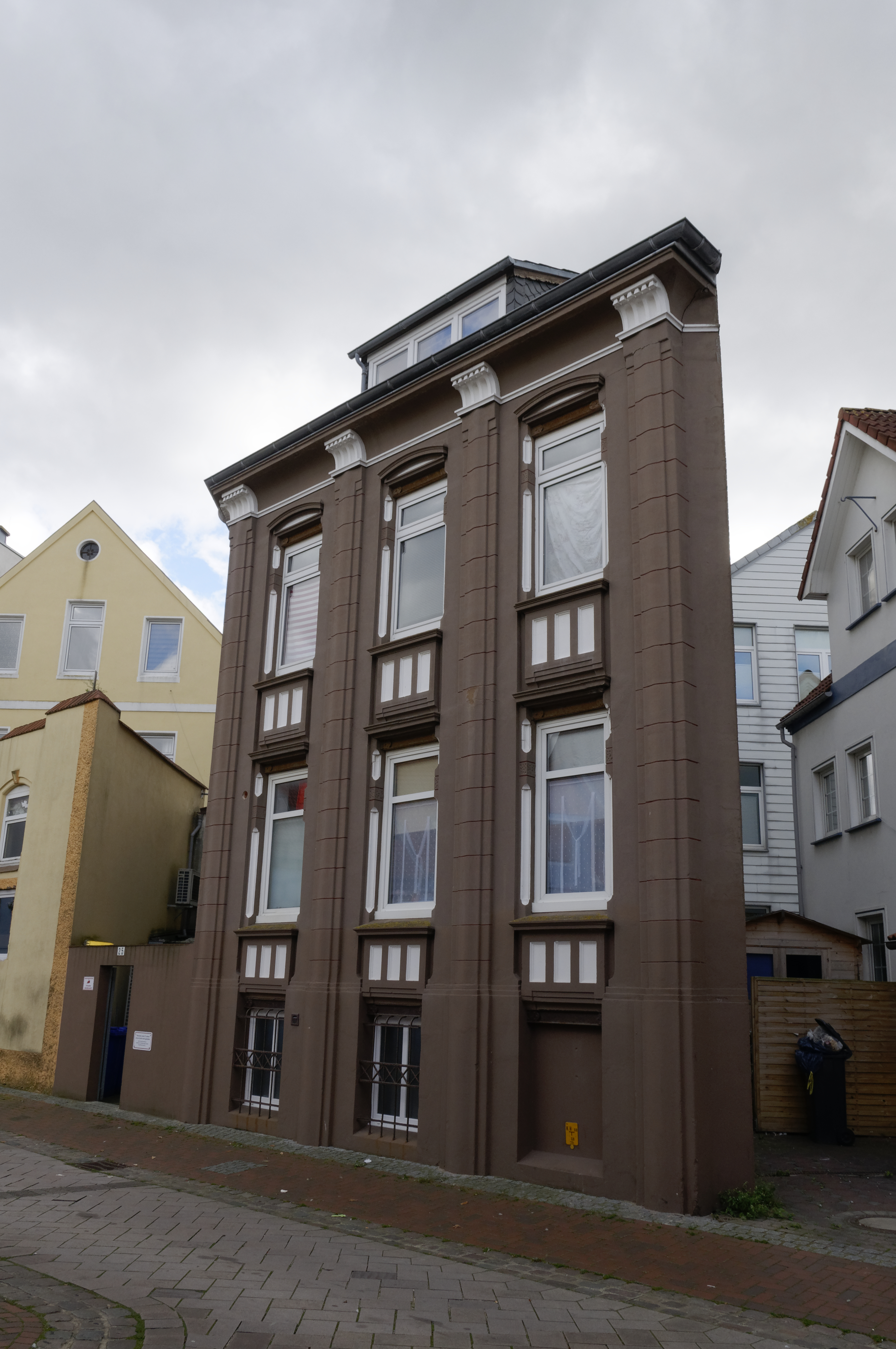
Nordfassade (2020)

Die ehemalige Badeanstalt Alter Deichweg 25 in der niedersächsischen Kreisstadt Cuxhaven im Landkreis Cuxhaven stammt vom Anfang des 20. Jahrhunderts.
Aktuell (2024) wird das Gebäude gewerblich genutzt.
Das Gebäude steht unter Denkmalschutz (siehe auch Liste der Baudenkmale in Cuxhaven).

## Geschichte und Beschreibung
Der parallel zum Deich führende Alte Deichweg entstand vor 1797, nach einem Deichbruch des westlichen Obdeiches am Schleusenpriel. Zuvor hieß die Straße Deichweg. Hier sind fünf Gebäude denkmalgeschützt.
Das am Deichweg dreigeschossige traufständige und am Alten Deichweg zweigeschossige giebelständige verputzte und historisierende Gebäude mit ziegelgedecktem Satteldach wurde 1907 zwischen dem Alten Deichweg und der Deichstraße gebaut. Die Fassade am Alten Deichweg und seitlich wurden gestaltet und gegliedert durch Putzlisenen mit Konsolen zum profilierten Traufgesims und mit Fensterrahmungen mit Balustraden. Unklar ist, wie lange das Haus als städtische Badeanstalt diente.
Das Landesdenkmalamt befand u. a.: „… In neubarocken Formen, gegliedert von kolossalen Pilastern, gestaltet …“